# Holstraat (Anzegem)
De Holstraat is een straatnaam en heuvel in de Vlaamse Ardennen gelegen in de omgeving van Anzegem in de Belgische provincie West-Vlaanderen.

## Wielrennen
De helling is sinds 2010 elk jaar beklommen in Dwars door Vlaanderen, steeds tussen Vossenhol en Nokereberg, een uitzondering was 2015, toen zat ze tussen de Hellestraat en de Nokereberg vanwege wegwerken op de Tiegemberg. Ook is ze in 2014 en 2015 opgenomen in Kuurne-Brussel-Kuurne. Ook wordt ze weleens opgenomen in de Driedaagse van West-Vlaanderen en Nokere Koerse.